# トゥリマファ・マホラ・トゥポウ
トゥリマフア・マホラ・トゥポウ（Tulimafua Mahola Tupou、2004年10月25日 - ）は、トンガ出身のラグビーユニオン選手。ジャパンラグビーリーグワンの豊田自動織機シャトルズ愛知に所属している。

## 略歴
2020年、日本航空石川高校に入学。高校3年間に、全国高等学校ラグビーフットボール大会（花園）、全国高等学校選抜ラグビーフットボール大会（春の熊谷）、全国高等学校7人制ラグビーフットボール大会（夏の菅平）に出場した。
2023年4月、天理大学に進む。
2025年8月、ジャパンラグビーリーグワンの豊田自動織機シャトルズ愛知に加入。